# هنري دتون
هنري دتون هو محامي وقاضي وسياسي أمريكي، ولد في 12 فبراير 1796 في Plymouth, Connecticut ‏ في الولايات المتحدة، وتوفي في 26 أبريل 1869. انتخب عضو مجلس نواب كونيتيكت ‏ وانتخب حاكم كونيتيكت ‏.